# Au Lapin Agile (Picasso)
Cet article concerne la peinture de Picasso. Pour le cabaret de Paris, voir Au Lapin Agile.
Au Lapin Agile est une peinture à l'huile réalisée en 1905 par Pablo Picasso et conservée au Metropolitan Museum de New York.

## Description
La toile représente un homme vêtu en arlequin, assis à une table, un verre à la main, une femme assise à ses côtés. Le tableau est ainsi également surnommé L'Arlequin au verre. Au fond à gauche un homme joue de la guitare, la scène déroulant au célèbre cabaret montmartrois Au Lapin Agile. L'arlequin représenté est un autoportrait de l'artiste. La femme représente son amante Germaine Pichot, auparavant l'obsession de Carles Casagemas, un ami de Picasso qui s'est suicidé en 1901 à cause d'un amour non réciproque pour Pichot . En 1907, Germaine Pichot apparaissait comme l'un des modèles des Demoiselles d'Avignon de Picasso .

## Historique de propriété
Frédéric Gérard (représenté dans le tableau jouant de la guitare) a commandé le tableau et l'a exposé dans son cabaret éponyme de Montmartre, Au Lapin Agile, de 1905 à 1912 .
Le 27 novembre 1989, Walter H. Annenberg a acheté le tableau aux enchères à la famille de Joan Whitney Payson pour 40,7 millions de dollars. Il a donné la peinture au Metropolitan Museum of Art ,.

## Voir également
- Liste des tableaux les plus chers